# Темпеста, Антонио
Антонио Темпеста, Антонио Темпестино (итал. Antonio Tempesta; 1555, Флоренция — 5 августа 1630, Рим) — итальянский художник по прозванию «Большая буря» (итал. il Tempestino, от наименования серии его офортов (итал. tempesta — буря, шторм, ураган). Художник-контрманьерист: живописец и гравёр. Учитель прославленного Жака Калло.

## Жизнь и творчество
Родился в 1555 году во Флоренции. Учился у Санти-ди-Тито, затем у работавшего во Флоренции фламандского живописца Яна ван дер Страта (Джованни Страдано, или Страдануса) (с которым сотрудничал в Палаццо Веккьо под руководством Дж. Вазари). Получив некоторую известность, в 1573 году поселился в Риме, где папа Григорий XIII пригласил его участвовать в создании росписей Зала географических карт в Ватикане, в том числе создать знаменитую Карту Рима (1593). Здесь Темпеста изобразил среди прочего сцены сражений и охоты, процессии, ландшафты и морские виды.
В папской столице он работал на многие знатные семьи, в том числе по заказам кардиналов, таких как Алессандро Фарнезе и Шипионе Боргезе. Его живописные работы находятся в римских церквях Сан-Джованни-деи-Фиорентини, Санто-Стефано-Ротондо, в Латеранском баптистерии, Палаццо Паллавичини-Роспильози, Палаццо дель Квиринале, на Вилле Фарнезе в Капрароле и на вилле Д‘Эсте в Тиволи.
Гораздо ярче, чем в живописи, Темпеста продемонстрировал свой талант в офортах, которых насчитывается от 1400 до 1800: 150 гравюр на темы из Ветхого Завета, известных под названием «Библия бури» (la Bibbia del Tempesta), более 150 иллюстраций к «Метаморфозам» Овидия, 35 сцен из истории римских войн.
Антонио Темпеста не следует путать с другим итальянским художником, по происхождению голландцем — Питером Мулиром Младшим, также по прозванию «Темпеста», которое он получил за свои пейзажи с изображением бурного, штормового моря. Большая часть произведений Антонио Темпесты не имеет дат и атрибутируется по косвенным источникам.

## Галерея

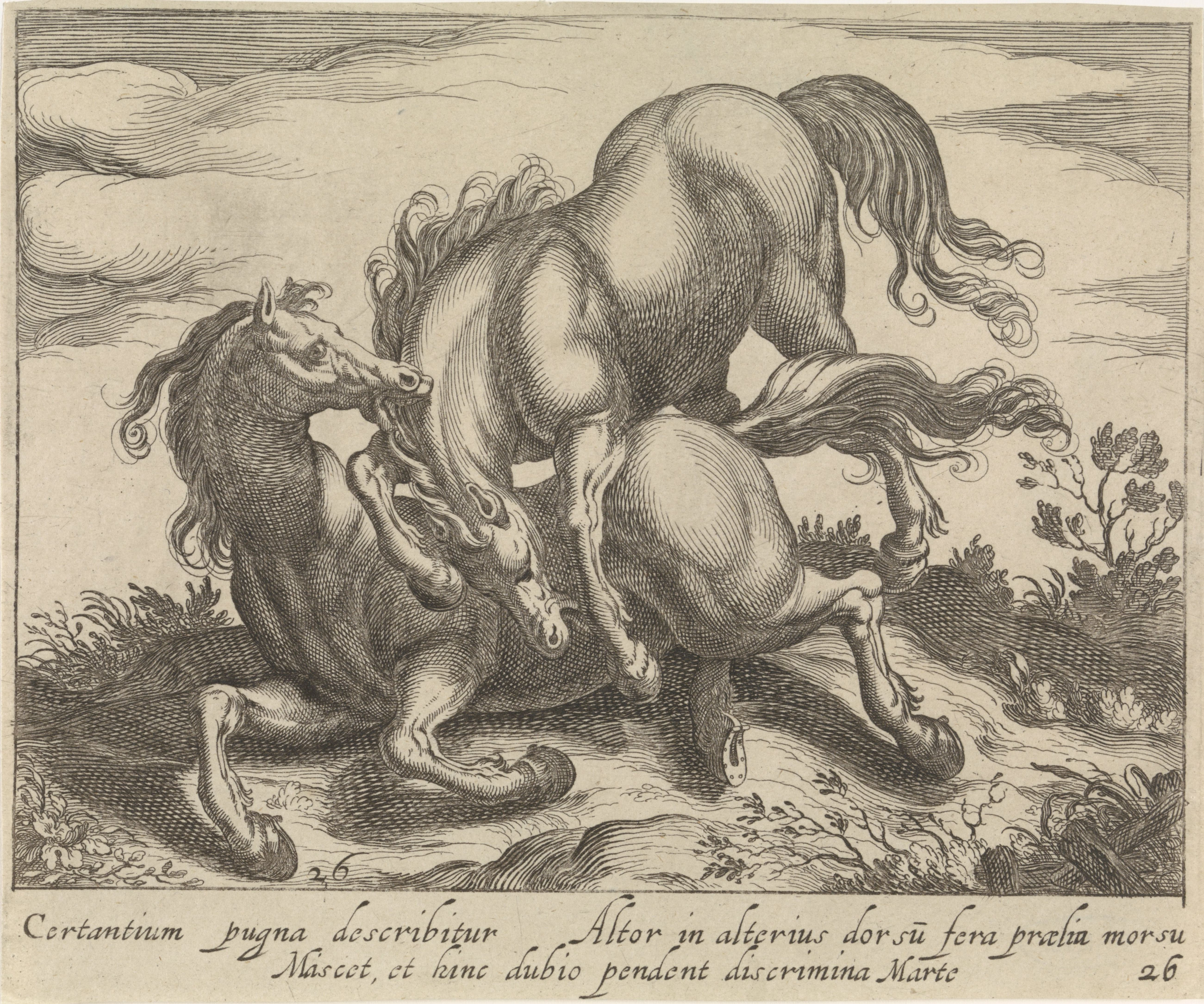
Пейзаж с дерущимися лошадьми. Офорт
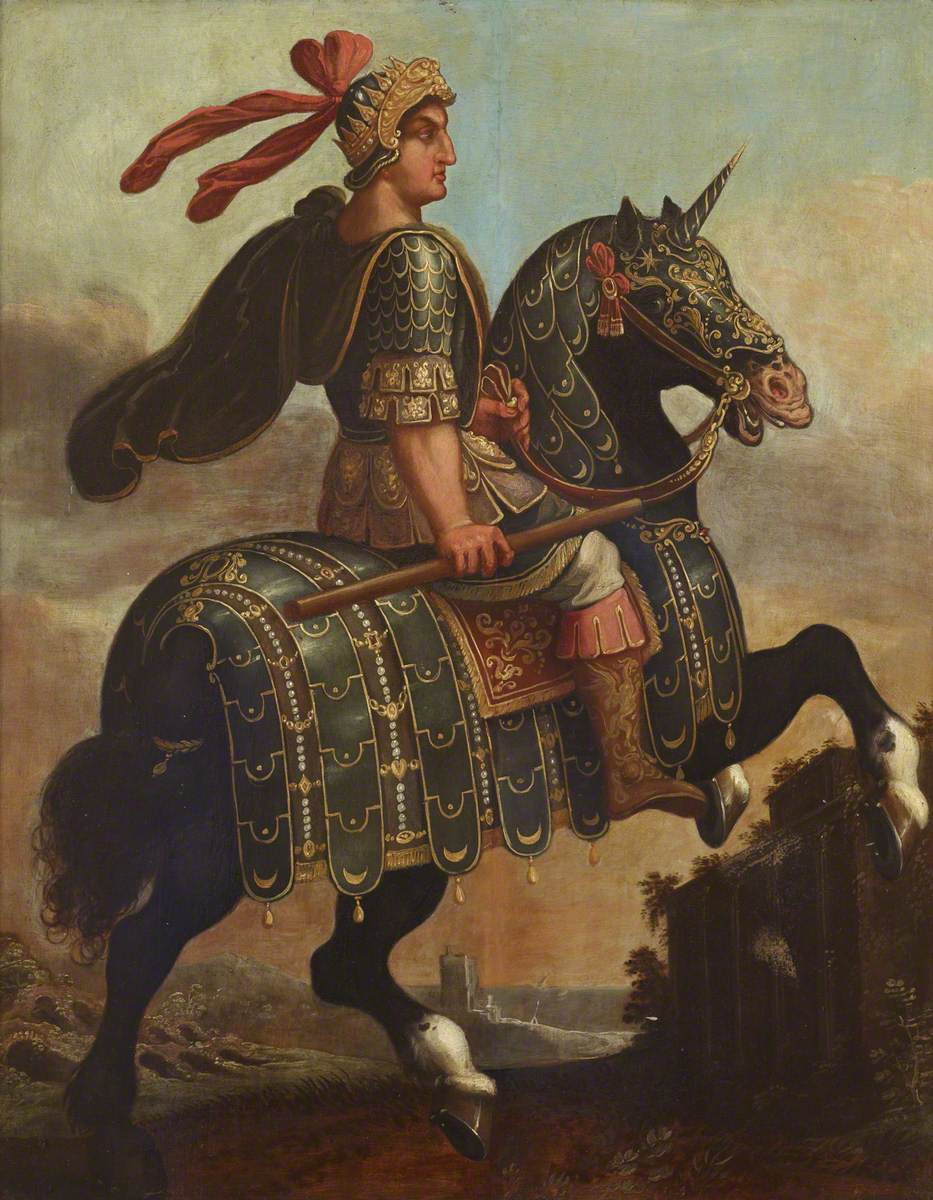
Римский император Авл Вителлий. Дерево, масло. Национальный фонд Англии и Уэльса
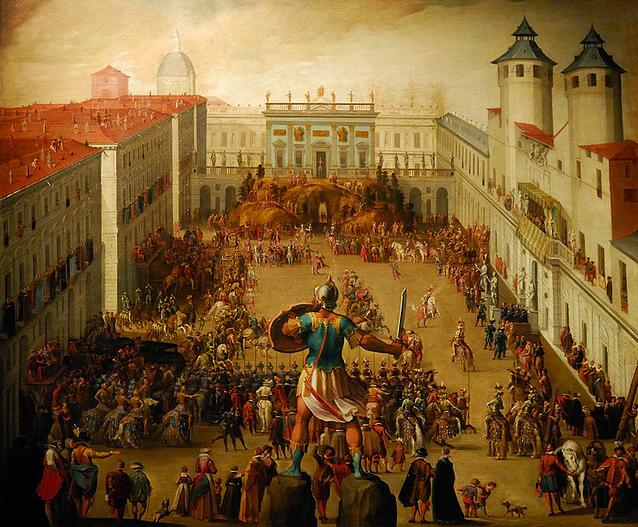
Прибытие Кристины французской в Турин в 1619 году. 1620. Дерево, масло
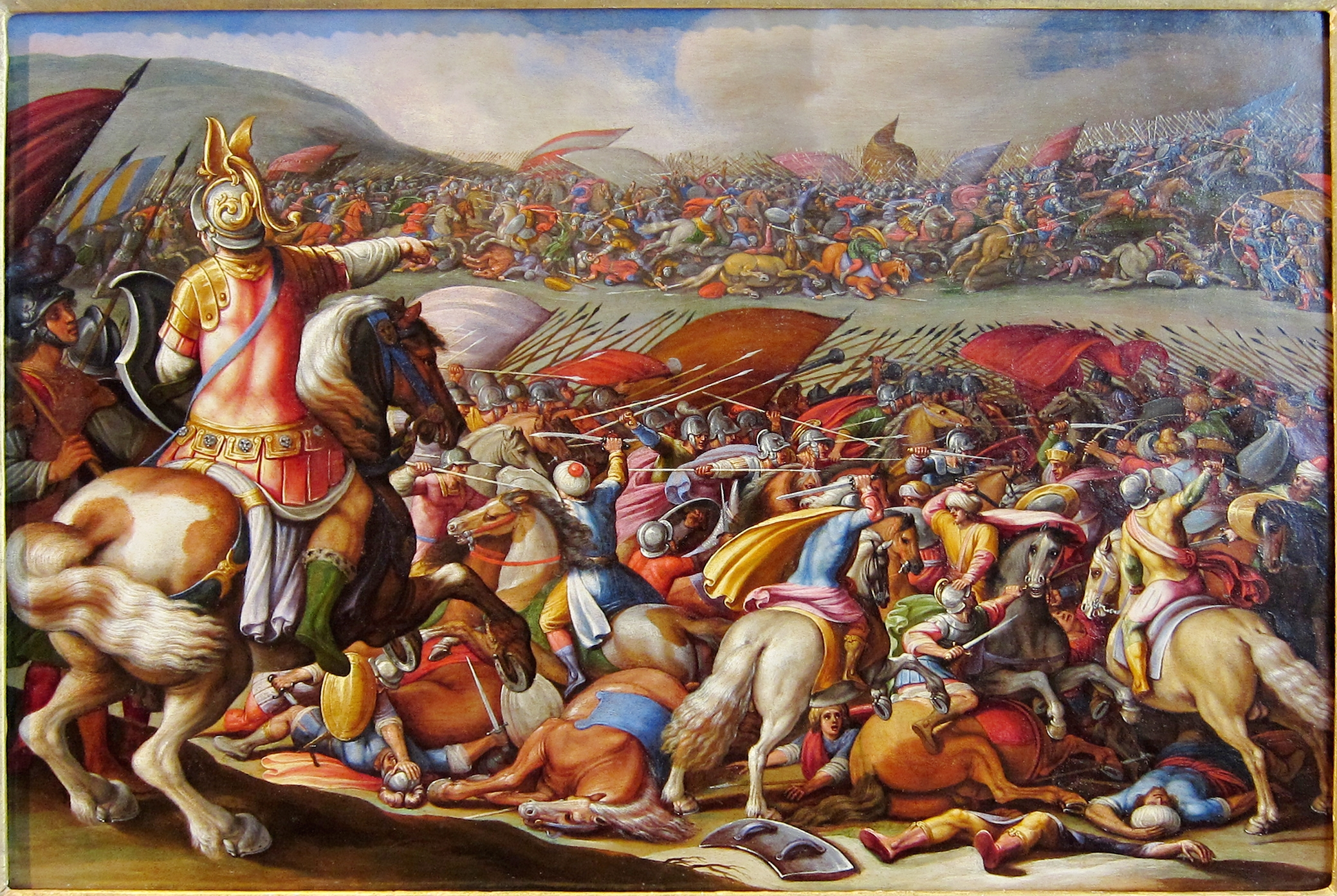
Батальная сцена. Миниатюра
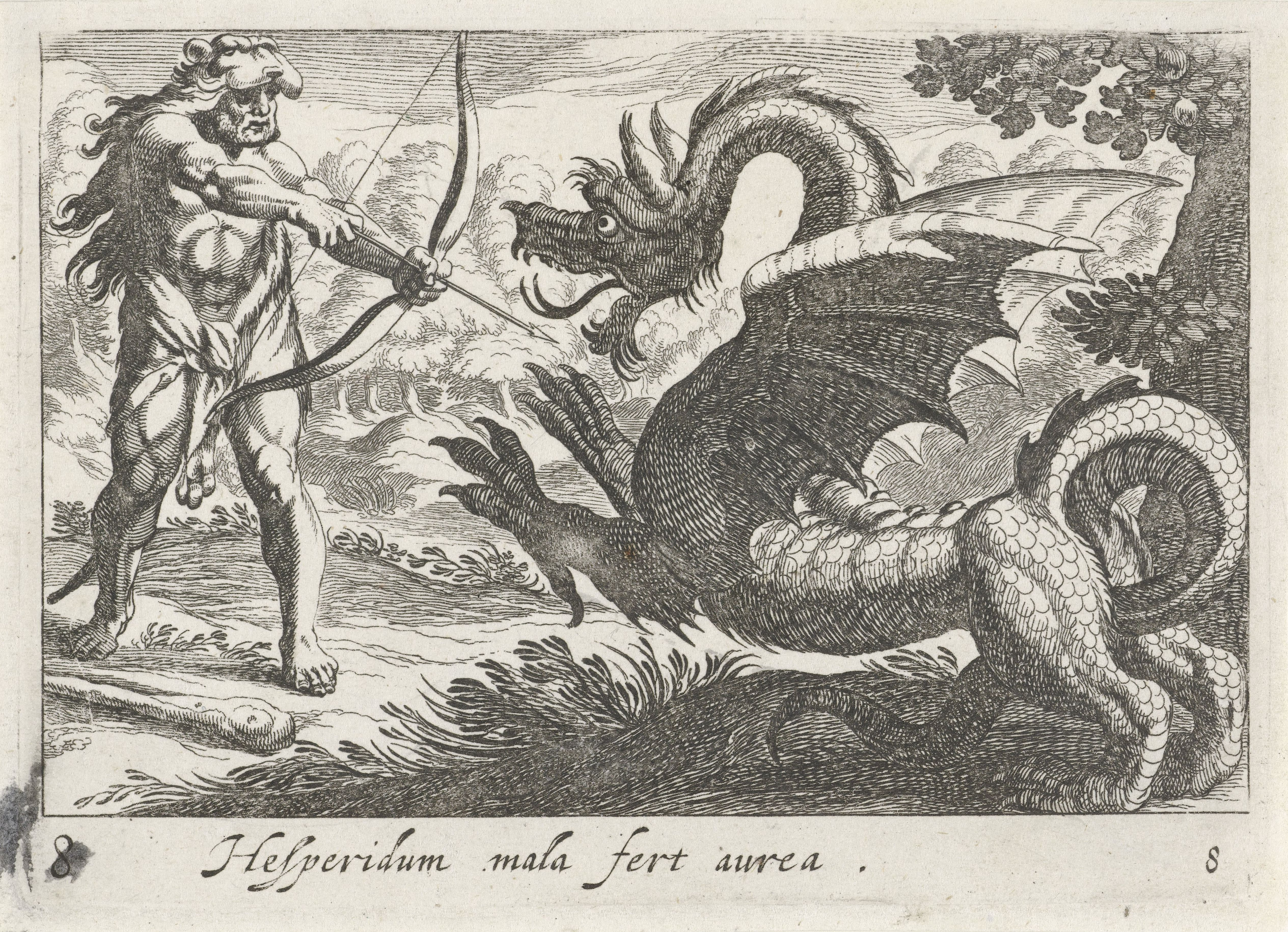
Геракл убивает дракона Ладона. Офорт
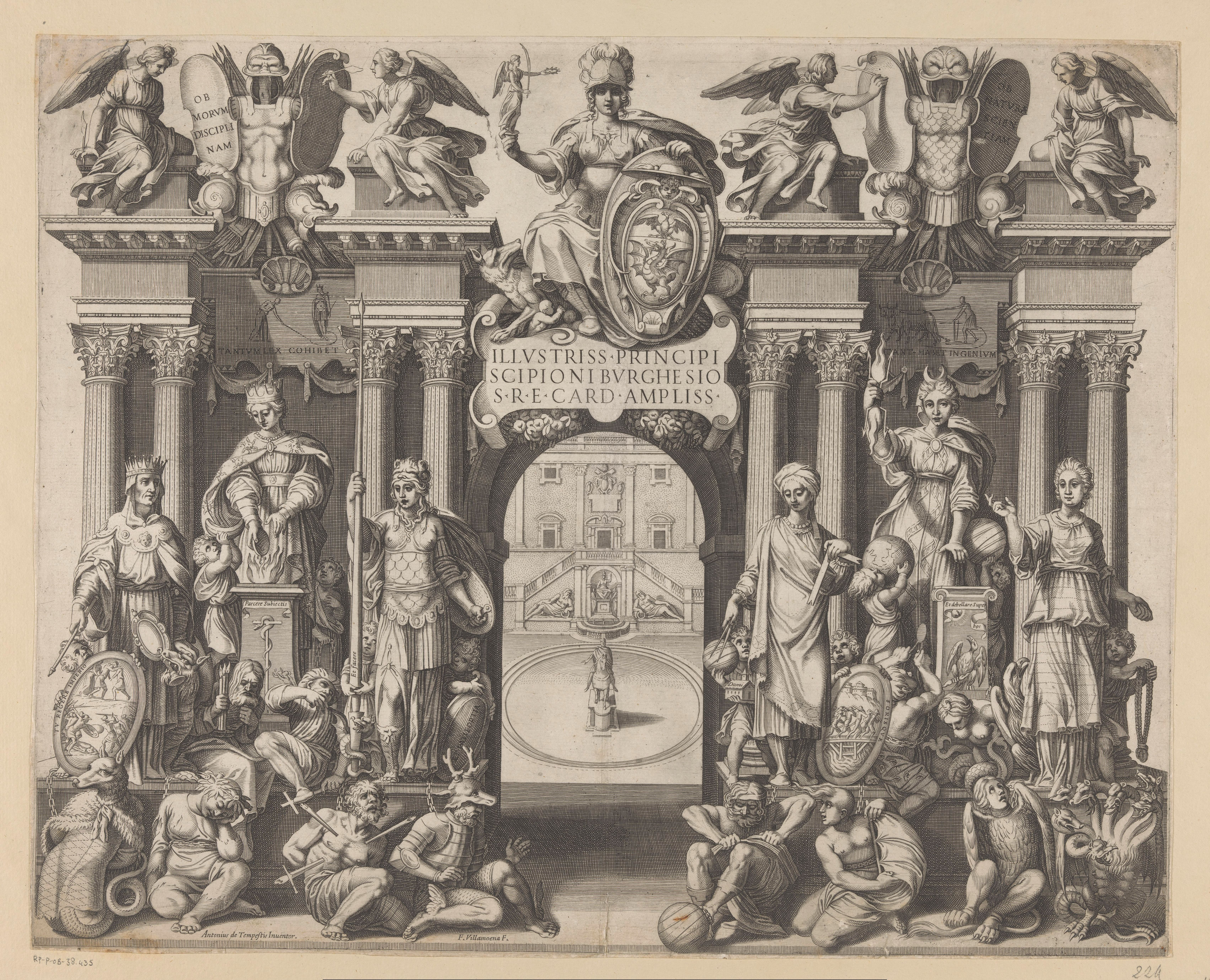
Аллегория кардинала Шипионе Боргезе. Офорт
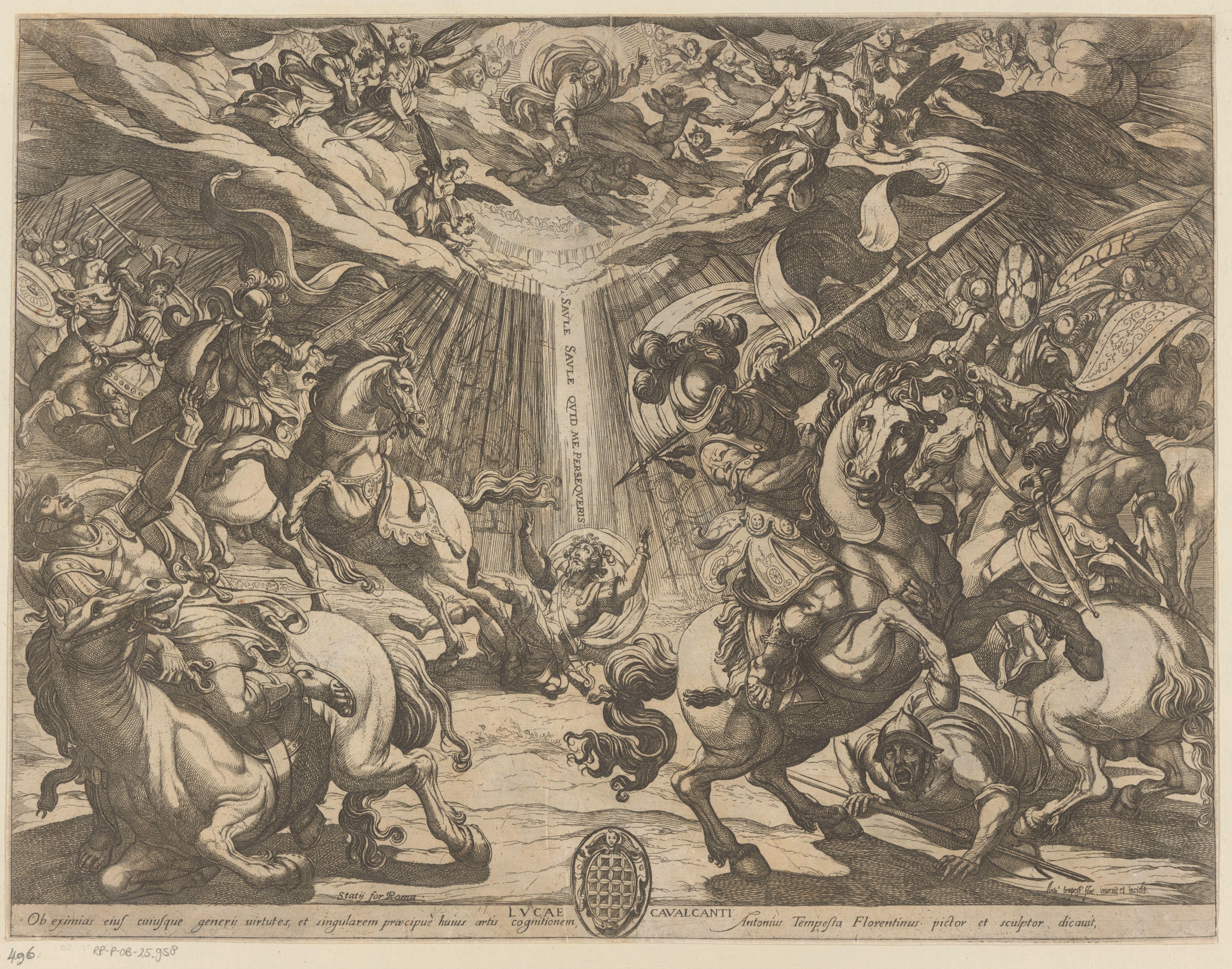
Обращение Павла. Офорт